# Ahmet Kutsi Tecer
Ahmet Kutsi Tecer (* 4. September 1901 in Jerusalem; † 23. Juli 1967 in Istanbul) war ein türkischer Dichter und Politiker.
Tecer studierte in Istanbul Philosophie und wurde Lehrer für Philosophie. Dann wirkte er im Ministerium für Nationale Schulbildung und war von 1942 bis 1946 Abgeordneter im türkischen Parlament. 1950 wurde er Verwaltungsrat für die UNESCO, ging dann aber wieder zurück in den Lehrerberuf, den er bis zu seiner Pensionierung 1966 ausübte.
Bereits in den zwanziger Jahren begann er mit dem Schreiben von Gedichten, die in verschiedenen Zeitschriften publiziert und 1932 im Sammelband Siirler zusammengefasst wurden. Die Gedichte im traditionellen silbenzählenden Versmaß sind geprägt von Vaterlandsliebe und auch die Theaterstücke, denen er sich ab den 1940er Jahren widmet (Yazılan Bozulmaz (1947), Köşebası (1948), Köroğlu (1949), Bir Pazar Günü (1959) und Satılık (1961)), sind eher volkstümlich und kritisieren Reformer und westliche Orientierung. Außerdem hat Tecer Arbeiten zu Volksliteratur und Folklore veröffentlicht.
| Personendaten    | Personendaten                    |
| ---------------- | -------------------------------- |
| NAME             | Tecer, Ahmet Kutsi               |
| KURZBESCHREIBUNG | türkischer Dichter und Politiker |
| GEBURTSDATUM     | 4. September 1901                |
| GEBURTSORT       | Jerusalem                        |
| STERBEDATUM      | 23. Juli 1967                    |
| STERBEORT        | Istanbul                         |